# Амедео Модиляни
Амедео Клементе Модиляни (на италиански: Amedeo Clemente Modigliani), „Моди“ за приятелите си, е италиански художник и скулптор, работил главно във Франция. Той създава специфичен стил, който не се вписва напълно в теченията в изкуството от това време.

## Биография
Модиляни се ражда в семейството на Фламинио Модиляни и съпругата му французойка Йожени Гарсен в Ливорно. И двамата му родители са сефаради. Той е четвърто дете и след фалита на баща си израства в немотия. През 1898 боледува от коремен тиф, а през 1900 година се разболява от туберкулоза.
Модиляни учи изящни изкуства във Флоренция (1902 – 1903) и Венеция (1903 – 1906). През 1906 година заминава за Париж, където влиза в средата на най-авангардните и най-бедни художници на Монмартър. Първоначално той се вижда по-скоро като скулптор, отколкото като художник. Скулптурата му е повлияна от румънеца Константин Брънкуш. През 1909 година пътува за кратко до дома си в Ливорно, след което се връща в Париж и наема ателие. След като участва в скулптурна изложба през 1912 г., Модиляни внезапно се отказва от скулптурата и се концентрира върху живописта.
Първоначално Модиляни е повлиян от Анри дьо Тулуз-Лотрек и Пол Сезан, после от кубистите, традиционното африканско и камбоджанско изкуство. Скоро създава своя стил с известните портрети и актове, рисувани с изключителна бързина и точност, фигури с изящни дълги шии и екзотични бадемови очи.
В началото на Първата световна война Модиляни прави опит да се запише в армията, но е отхвърлен поради лошото му здравословно състояние. Пристрастен към пиенето, наркотиците и жените, той води прекалено бурен за крехкото си здраве живот.
1917 година е ключова за Модиляни: през лятото той се запознава с 19-годишната студентка Жан Ебютерн, която изоставя ученето и семейството си, за да стане негова спътница. Получава писмо от своя бивша приятелка, канадката Симон Тирио, която му съобщава, че му е родила син, когото той така и не признава. На 3 декември е открита първата му самостоятелна изложба в галерията „Берт Вайл“. Началникът на парижката полиция е скандализиран от голите тела и нарежда изложбата да бъде закрита едва няколко часа след откриването ѝ.
През 1918 година Модиляни, заедно с други художници, като Цугухару Фуджита, пътува до Ница. На 29 ноември 1918 година Жан Ебютерн ражда дъщеря, която кръщават на нея. Амедео продава много от платната си, но винаги за незначителни суми, които скоро пропилява за алкохол и наркотици. Караниците му с Жан Ебютерн стават все по-ожесточени. Към края на 1919 година Модиляни се разболява от менингит и отслабналият му организъм не издържа. На погребението му в Пер Лашез присъства огромна част от артистичната общност от Монмартър и Монпарнас.
Бременната в деветия месец Жан Ебютерн е отведена в дома на родителите си, но два дни след смъртта на Модиляни се самоубива като се хвърля от петия етаж. Едва през 1930 година семейството ѝ позволява тя да бъде погребана до Модиляни. Малката им дъщеря Жан е осиновена от сестрата на Модиляни във Флоренция. Десетилетия по-късно тя ще напише биография на своя баща: „Модиляни: човек и мит“.

## Скулптури
Известно е съществуването само на 27 скулптури с автор Амедео Модиляни, сред които:
- Глава на жена (1910/1911) и поредицата глави от същия период;
- Розова кариатида (1914)

## Картини
- Еврейката (1908)  в Общомедия »
- Голо тяло с шапка (1908)
- Виолончелистът (1909)
- Амазонка (1909)
- Акт: кариатида (1913)  в Общомедия »
- Розова кариатида със син кант (1913)
- Портрет на Диего Ривера (1914)  в Общомедия »
- Хубавата домакиня (1915)
- Портрет на Хуан Грис (1915)
- Мадам Помпадур (Портрет на Биътрис Хейстингс) (1915)
- Портрет на Пол Гийом (1916)
- Скулпторът Жак Липшиц и неговата съпруга Берт (1916)  в Общомедия »
- Портет на Биътрис Хейстингс (1916)  в Общомедия »
- Портрет на Макс Жакоб (1916)  в Общомедия »
- Полегнало голо тяло в гръб (1917)
- Полегнало голо тяло (1917)  в Общомедия »
- Алжирка (1917)
- Голо тяло на синя възглавница (1917)
- Портрет на Елена Павловски (1917)  в Общомедия »
- Портрет на Хаим Сутен (1917)
- Голо тяло (1917)
- Голо тяло на диван (1918)
- Портрет на Леополд Зборовски (1918)  в Общомедия »
- Червенокосо момиче във вечерна рокля (1918)
- Портрет на Блез Сандрар (1918)  в Общомедия »
- Жан Ебютерн седнала в профил (1918)  в Общомедия »
- Малката Мари (1918)
- Слугинче (1918)
- Жан Ебютерн с лява ръка зад главата (1919)
- Жан Ебютерн с бяла якичка (1919)
- Момче със синя жилетка (1919)
- Кипариси и къщи (1919)
- Малката селянка (1919)
- Момиче с блузка на точки (1919)  в Общомедия »
- Портрет на Луния Чеховска (1919)
- Автопортет (1919)  в Общомедия »

## Други
През 1984 във Фосо Реале (Кралският канал) в Ливорно са намерени три скулптури на глави, чийто стил изключително напомня Модиляни. По-късно, след като известни критици са ги обявили за автентични, се установява, че всъщност са направени от любители: т. нар. „Глава № 2“ е изработена от трима студенти художници с обикновени каменарски сечива, а другите две са дело на пристанищен работник, запален по ваятелството. Целта на акцията с подхвърлянето на фалшивите скулптури на Модиляни е била да се установи докъде „хората, изкуствоведите и средствата за масова информация са способни да създават митове“.

## Галерия
- Жан Ебютерн
- Красивата Дрогистин
- Леон Бакст
- Седнал модел
- Седнала фигура
- Полегнал модел
- Пейзаж

|  | Тази страница частично или изцяло представлява превод на страницата Amedeo Modigliani в Уикипедия на английски. Оригиналният текст, както и този превод, са защитени от Лиценза „Криейтив Комънс – Признание – Споделяне на споделеното“, а за съдържание, създадено преди юни 2009 година – от Лиценза за свободна документация на ГНУ. Прегледайте историята на редакциите на оригиналната страница, както и на преводната страница, за да видите списъка на съавторите. ВАЖНО: Този шаблон се отнася единствено до авторските права върху съдържанието на статията. Добавянето му не отменя изискването да се посочват конкретни източници на твърденията, които да бъдат благонадеждни. |